# سكوت موريسون
سكوت جون موريسون (بالإنجليزية: Scott John Morrison)‏ (13 مايو 1968) هو سياسي أسترالي يشغل منصب رئيس وزراء أستراليا الثلاثين والحالي. تولى منصبه في أغسطس 2018 بعد انتخابه زعيمًا للحزب الليبرالي الأسترالي.
ولد موريسون في سيدني ودرس الجغرافيا الاقتصادية في جامعة نيو ساوث ويلز. عمل كمدير لمكتب نيوزيلندا للسياحة والرياضة منذ عام 1998 وحتى عام 2000 وكان المدير الإداري للسياحة الأسترالية منذ عام 2004 وحتى عام 2006. شغل موريسون أيضًا منصب رئيس الحزب الليبرالي في نيو ساوث ويلز منذ عام 2000 وحتى عام 2004. انتخِب لأول مرة في مجلس النواب الأسترالي في انتخابات عام 2007 كعضو في البرلمان عن دائرة كوك في نيو ساوث ويلز، وسرعان ما عُين في حكومة الظل. بعد فوز الائتلاف الليبرالي-الوطني في انتخابات 2013، عُين موريسون وزيرًا للهجرة وحماية الحدود في حكومة أبوت، وكان مسؤولًا عن تنفيذ عملية الحدود السيادية. في تعديل وزاري في العام التالي، أصبح وزيرًا للخدمات الاجتماعية. رُقي لاحقًا إلى منصب أمين الخزانة في سبتمبر 2015، بعد أن حل مالكولم تورنبول محل أبوت كرئيس للوزراء.
في أغسطس 2018 تحدى وزير الشؤون الداخلية بيتر دوتون دون جدوى تورنبول لقيادة الحزب الليبرالي. استمر التوتر القيادي، وصوت الحزب لإجراء اقتراع ثانٍ على القيادة في 24 أغسطس، مع اختيار تورنبول عدم الترشح. في ذلك الاقتراع، نُظر إلى موريسون على أنه مرشح توافقي، وهزم كلُا من دوتون ووزيرة الخارجية جولي بيشوب لتصبح زعيمة للحزب الليبرالي. وأدى اليمين كرئيس للوزراء أمام الحاكم العام بيتر كوسغروف في وقت لاحق من ذلك اليوم.
واصل موريسون قيادة الائتلاف وحصل على فوز مفاجئ في انتخابات 2019. وقد انتقد لأخذه عطلة خلال حرائق الغابات 2019-2020، ولردود حكومته على الكارثة، ولرده على ادعاءات الاغتصاب الصادرة عن البرلمان في عام 2021. خلال جائحة فيروس كورونا، أنشأ موريسون مجلس الوزراء الوطني، وتلقت أستراليا الثناء خلال عام 2020 لكونها واحدة من الدول الغربية القليلة التي نجحت في تثبيط الفيروس. لكن حكومة موريسون تعرضت أيضًا لانتقادات بسبب بطء عملية التطعيم التي لم تحقق أهدافها. وفي السياسة الخارجية، أشرف موريسون على توقيع ميثاق الأمن أوكوس، وزاد من التوترات بين أستراليا والصين، وقاوم الضغوط الدولية لتنفيذ السياسات الرامية إلى التصدي لتغير المناخ.

## النشأة والتعليم
ولد موريسون في ويفرلي، سيدني، نيو ساوث ويلز، وهو الأصغر بين ولدين ولدهما ماريون (ني سميث) وجون موريسون. كان والده شرطيًا خدم في مجلس بلدية ويفرلي لمدة 16 عامًا، بما في ذلك لفترة وجيزة كعمدة. نشأ في ضاحية برونتي. كان لديه مهنة قصيرة كطفل فاعل، ظهر في عدة إعلانات تلفزيونية. [7] وقد أشارت بعض التقارير إلى أنه كان في السبعينيات من القرن الماضي «فتى الحب»، ولكن لم يتم العثور على لقطات لتأكيد أو دحض ذلك؛ وذكر أنه كان في محلات Vicks التجارية المختلفة. التحق بمدرسة سيدني الثانوية للبنين قبل الذهاب لإكمال شهادة الشرف في الجغرافيا الاقتصادية التطبيقية في جامعة نيو ساوث ويلز. [5] فكر في دراسة اللاهوت في كلية ريجنت في فانكوفر في كندا، لكنه اختار بدلاً من ذلك الدخول إلى القوى العاملة بعد إكمال درجة البكالوريوس، ويرجع ذلك جزئياً إلى رفض والده.

## العمل المتخصص
بعد تخرجه من الجامعة، عمل موريسون كمدير للسياسات الوطنية ومدير أبحاث في مجلس ملكية أستراليا (Property Council of Australia) من عام 1989 إلى عام 1995. ثم انتقل إلى قطاع السياحة، حيث شغل منصب نائب الرئيس التنفيذي لقوة العمل للسياحة الأسترالية ثم المدير العام لمجلس سياحة أستراليا؛ تم إدارتها من قبل بروس بيرد، الذي نجح بالوصول إلى البرلمان الفيدرالي. عام 1998 انتقل موريسون إلى نيوزيلندا ليصبح مديرًا لمكتب السياحة والرياضة المنشأ حديثًا. وشكل علاقة وثيقة مع وزير السياحة النيوزيلندي موراي ماكولي، وشارك في إنشاء حملة «نيوزيلندا نقية 100٪» طويلة الأمد.
في أبريل 2000، عاد موريسون إلى أستراليا ليصبح مديرًا للحزب الليبرالي في نيو ساوث ويلز. وقد أشرف على حملات الحزب في الانتخابات الفيدرالية عام 2001 وفي انتخابات ولاية نيو ساوث ويلز عام 2003. عام 2004 غادر موريسون ذلك المنصب ليصبح المدير الإداري الأول لشركة السياحة الأسترالية، التي أسستها حكومة هوارد. كان تعيينه مثيرا للجدل بسبب طبيعته السياسية المفتوحة. [5] وافق موريسون ودافع عن الجدال «لذا أين الجحيم الدموي؟» حملة إعلانية تضم لارا بينغل. فقد وظيفته في عام 2006، على ما يبدو بسبب الصراع مع وزير السياحة فران بايلي حول خطط الحكومة لزيادة دمج الوكالة في دائرة الخدمات الأسترالية العامة.

## الحياة السياسية

### المعارضة (2007-2013)
سعى موريسون لترشيح ليبرالي مبدئي عن دائرة كوك، وهي قاعدة انتخابية في الضواحي الجنوبية لسيدني والتي تضم كرونولا وكارينغبا وميراندا، في انتخابات عام 2007، بعد تقاعد بروس بيرد، الذي كان قد شغل المنصب منذ عام 1998.  وخسر الاقتراع لصالح مايكل توكي مهندس اتصالات ومرشح حزب الليبراليين اليميني بأغلبية 82 صوتًا مقابل 8. حصل بول فليتشر الأقرب إلى توكي على 70 صوتًا. واصل فليتشر فوزه بالترشيح الليبرالي المبدئي لدائرة برادفيلد القريبة.
ومع ذلك، ظهرت ادعاءات بأن توكي قد انخرط في تكديس الفروع ونمق سيرته الذاتية. سحب المدير التنفيذي للحزب الليبرالي ترشيح توكي، وعقد اقتراعًا جديدًا للترشيح المبدئي، والذي فاز على أثره موريسون. ثبت فيما بعد أن المزاعم كاذبة، واضطرت صحيفة ديلي تلغراف إلى دفع مبلغ لم يكشف عنه لتسوية دعوى تشهير رفعها توكي. في الانتخابات العامة، عانى موريسون من تأرجح الحزبين بأكثر من ستة في المئة ضد مرشح حزب العمال مارك بوتيجيج، لكنه تمكن من الاحتفاظ بالمقعد بفوزه بنسبة 52 في المئة من الأصوات الأولية. في سبتمبر 2008 عُين موريسون في جبهة الائتلاف لمالكولم تورنبول بصفته وزير الظل للإسكان والإدارة المحلية. في ديسمبر 2009 أصبح وزير الظل للهجرة والمواطنة، وانضم إلى حكومة الظل لأول مرة خلال أول تعديل وزاري أجراه توني أبوت بعد فترة وجيزة من فوزه بالقيادة.
توفي ثمانية وأربعون طالب لجوء في كارثة قارب جزيرة كريسماس في ديسمبر 2010. أخذت حكومة غيلارد العمالية قرارًا يقضي بدفع رسوم السفر لأقارب الضحايا ليتمكنوا من حضور الجنازات، وفي فبراير 2011 شكك موريسون علنًا في هذا القرار، بحجة أن نفس الامتياز لم يشمل المواطنين الأستراليين. بعد أن اختلف الزميل الليبرالي وأمين خزانة الظل جو هوكي مع تصريحات موريسون، قال موريسون أن توقيت تعليقاته كان غير حساس، لكنه لم يتراجع عن التعليقات نفسها. وفي الشهر نفسه، كُشف عن أن موريسون كان «قد حث مجلس وزراء الظل للاستفادة من المخاوف المتزايدة للناخبين» بشأن المسلمين ومناشدة الرأي العام عن «عدم قدرتهم على الاندماج» لكسب الأصوات.
في فبراير 2013 قال موريسون إنه ينبغي إخطار الشرطة بالمكان الذي يعيش فيه طالبو اللجوء في المجتمع إذا حدث أي سلوك معادي للمجتمع، وأنه ينبغي أن تكون هناك إرشادات صارمة لسلوك أولئك الذين يحملون حاليًا تأشيرات مؤقتة أثناء انتظارهم البت في طلباتهم. أصدر وزير الهجرة مدونة السلوك الجديدة لأكثر من 20,000 من الوافدين البحريين غير النظاميين الذين يعيشون في المجتمع بتأشيرات مؤقتة.

### حكومة أبوت (2013-2015)
بعد فوز الائتلاف في الانتخابات الفيدرالية لعام 2013، عُين موريسون وزيرًا للهجرة وحماية الحدود في حكومة أبوت وكان داخل مجلس الوزراء.
استنادًا إلى سلسلة من المقابلات غير المسجلة، في يونيو 2014 عرفت مجموعة فيرفاكس ميديا موريسون بأنه قائد لمجموعة غير رسمية من نواب الحكومة «المعتدلين اقتصاديًا أو الذين يفتقرون إلى الصلابة»، من بينهم أيضًا جريج هنت، وستيوارت روبرت، وجوش فرايدنبرغ. كانت المجموعة مرتبطة بتجمع معتدل آخر بقيادة كريستوفر باين. وأفيد كذلك أن موريسون جادل مجلس الوزراء دون جدوى من أجل تقديم 25 مليون دولار لشركة إس بي سي أردمونا لإنقاذها.

#### الهجرة
في 18 سبتمبر 2013 أطلق موريسون عملية الحدود السيادية، وهي إستراتيجية الحكومة الجديدة التي تهدف إلى منع القوارب غير المصرح بها من دخول المياه الأسترالية. كشفت وثائق مجلس الوزراء من هذا الوقت في عام 2018 أن موريسون طلب استراتيجيات التخفيف لتجنب منح تأشيرات دائمة لسبعمئة لاجئ. أفاد مكتبه عن وصول 300 قارب و20,587 وافد في عام 2013، لينخفض العدد إلى قارب واحد فقط و157 وافد في عام 2014 بالكامل.  وأعربت المفوضية السامية للأمم المتحدة لشؤون اللاجئين عن مخاوفها من أن هذه الممارسة قد تنتهك اتفاقية اللاجئين. في سبتمبر 2014، أفادت التقارير بعدم وفاة أي من طالبي اللجوء في البحر منذ ديسمبر 2013، مقارنة بأكثر من 1100 حالة وفاة بين عامي 2008 و2013. خُفض العدد السنوي للاجئين، الذي زادته الحكومة السابقة إلى 20 ألفًا للفترة 2012-2013، إلى 13,750، وهو المستوى الذي كان عليه في 2011-2012. صرح موريسون «لن يحصل أي شخص يأتي على متن القارب على أي مكان، من سيحصل عليها أولئك الذين جاؤوا عبر الطريق الصحيح».
دافع موريسون عن استخدامه لمصطلحي «الوافدين غير القانونيين» و«القوارب غير القانونية»، قائلًا «لقد أشرت دائما إلى دخول غير قانوني... لم أدع أبدًا أنه من غير القانوني طلب اللجوء».
خلال فترة توليه منصب وزير الهجرة، تعرض تعامل موريسون مع وسائل الإعلام والمساءلة أمام الجمهور لانتقادات واسعة النطاق من قبل الصحفيين وأعضاء مجلس الشيوخ من حزب العمل والخضر وآخرين لرفضه تقديم تفاصيل حول الأمور ضمن وزارته. وأكد موريسون أن الكشف عن تفاصيل العمليات يصب في مصلحة مهربي البشر الذين استخدموا هذه المعلومات للتخطيط لعمليات تهريب غير مشروعة. وفي مناسبات عديدة، رفض موريسون الإجابة على الأسئلة المتعلقة بوضع طالبي اللجوء أو القوارب القادمة من وإلى أستراليا، غالبًا على أساس أنه لن يكشف عن مسائل «تتعلق بالمياه» أو «تتعلق بالعمليات».